# Il club dei lettori assassini
Il club dei lettori assassini (El club de los lectores criminales) è un film del 2023 diretto da Carlos Alonso Ojea.

## Trama
Ángela è una ragazza che sogna di scrivere un grande romanzo horror ma non trova l'ispirazione. Un giorno però un killer esperto di internet comincerà a prendere di mira i suoi amici con l'intento di vendicarsi. Questo dopo che con i suoi amici, mascherati da clown, avevano spaventato un professore, finendo però col farlo cadere da un loggiato proprio sopra un aguzzo spuntone di pietra, provocandone accidentalmente una morte violenta.

## Distribuzione
Il film è stato distribuito sulla piattaforma Netflix a partire dal 25 agosto 2023.